# Dorfkirche Schönebeck (Bismark)

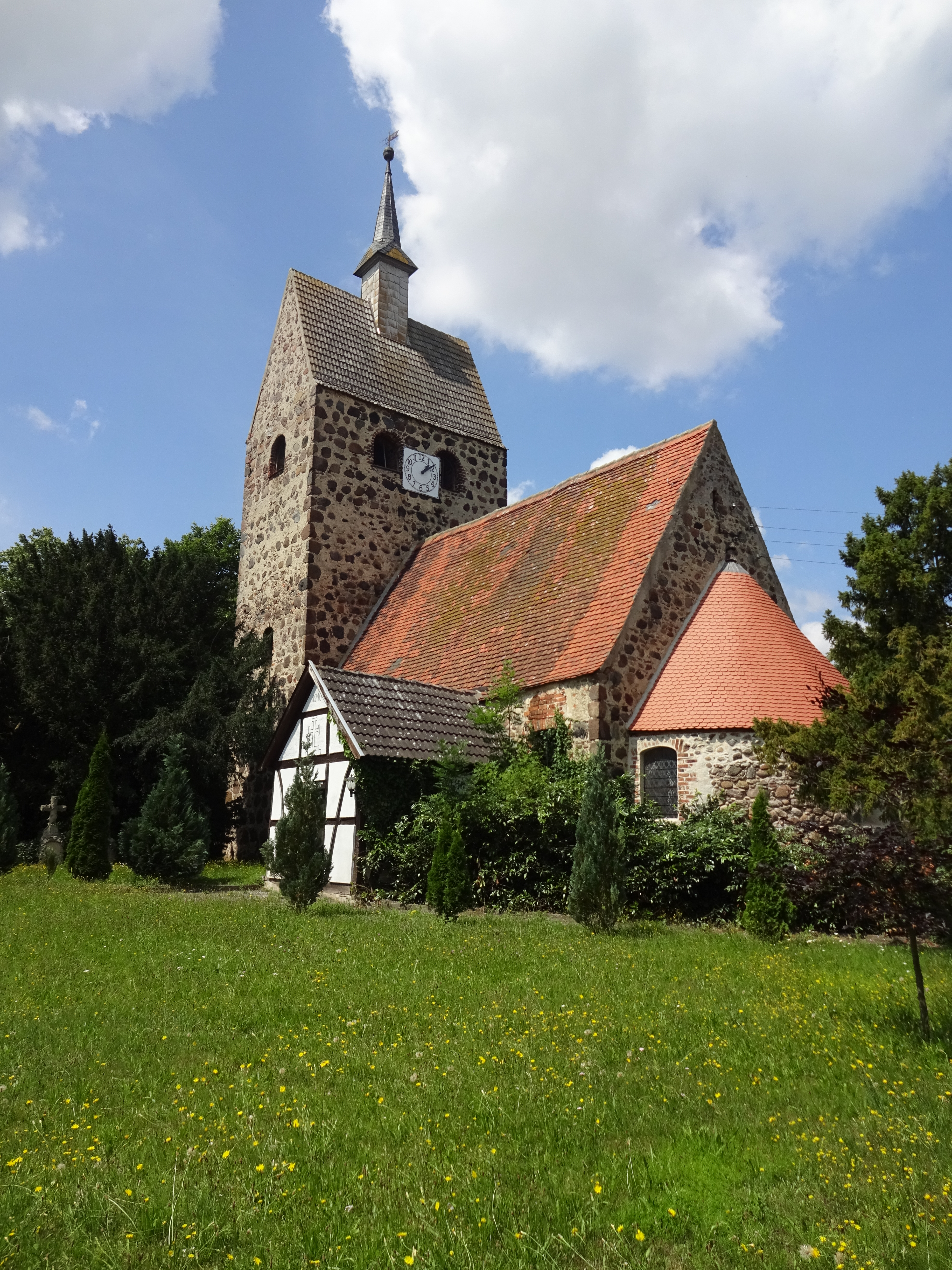
Kirche Schönebeck

Die evangelische Dorfkirche Schönebeck ist eine romanische Saalkirche im Ortsteil Schönebeck von Bismark (Altmark) im Landkreis Stendal in Sachsen-Anhalt. Sie gehört zum Pfarrbereich Gladigau im Kirchenkreis Stendal der Evangelischen Kirche in Mitteldeutschland.

## Geschichte und Architektur
Die Kirche in Schönebeck wurde als romanischer Feldsteinbau mit sehr steiler Dachneigung in der zweiten Hälfte des 12. Jahrhunderts erbaut und besteht aus Schiff, Apsis und Westquerturm. Der Turm trägt einen quadratischen Dachreiter mit hoher Spitze. Das nördliche Rundbogenportal, die Priesterpforte hinter dem südlichen Fachwerkanbau und das Apsisfenster sind in ursprünglicher Form erhalten. Die übrigen Fenster wurden in den Jahren 1715 und 1739 barock erweitert. Weitere Veränderungen wurden in den Jahren 1865, 1964 und 1983 vorgenommen. Der südliche Fachwerkvorbau ist auf das Jahr 1839 datiert und wurde 1910 restauriert. Im Innern ist das Turmerdgeschoss tonnengewölbt mit schmalem Durchgang zum flachgedeckten Schiff.
Über der Apsis ist eine große Feldsteinwölbung, mit schwachen Resten mittelalterlicher Wandmalerei. Eine rechteckige Sakramentsnische mit mittelalterlichem Türblatt und Beschlägen ist erhalten.

## Ausstattung
Das Hauptstück der Ausstattung ist ein Kanzelaltar mit seitlichen Durchgängen aus dem Jahr 1715, flankiert von gedrehten Weinlaubsäulen; der mit Putten besetzte Schalldeckel wird von zwei Engeln gehalten, die auf den Gebälkstücken der Säulen stehen, am Schalldeckel ist das Allianzwappen des Christoph Georg von Bismarck und der Anna Elisabeth von Katte angebracht. Ein Taufengel stammt ebenfalls aus dem Jahr 1715. An der Nordwand ist ein Kruzifixus zu sehen; der Corpus stammt aus den Jahren 1560/1570 mit möglicherweise ursprünglich nicht zugehörigem Kreuz. Die Westempore wurde 1710/1720 mit sechs ovalen Brüstungsmalereien aus dem Leben Christi ausgeführt, die Geburt, Geißelung, Kreuztragung, Kreuzigung, Auferstehung, und den Weltenrichter darstellen. Von den beiden Grabsteinen am südlichen Vorbau ist der figürliche Kindergrabstein des Adam Erdmann von Schwartzkopf von 1588 hervorzuheben. Eine Bronzeglocke in Bienenkorbform stammt aus 14. Jahrhundert.